# Amphisbaena ignatiana
Amphisbaena ignatiana este o specie de reptile din genul Amphisbaena, familia Amphisbaenidae, ordinul Squamata, descrisă de Vanzolini 1991. Conform Catalogue of Life specia Amphisbaena ignatiana nu are subspecii cunoscute.